# Chinelos
Les chinelos sont des danseurs costumés qui se manifestent lors des traditionnelles fêtes populaires dans l'État mexicain de Morelos, un petit État du Mexique de 4 941 km2, situé au centre du pays, à 86 km au sud de la capitale. Le Morelos est situé à l'ouest de l'État de Puebla, au nord de l'État de Guerrero et au sud de l'État de Mexico et de la ville de Mexico. La capitale de l'État est Cuernavaca. 

## Histoire

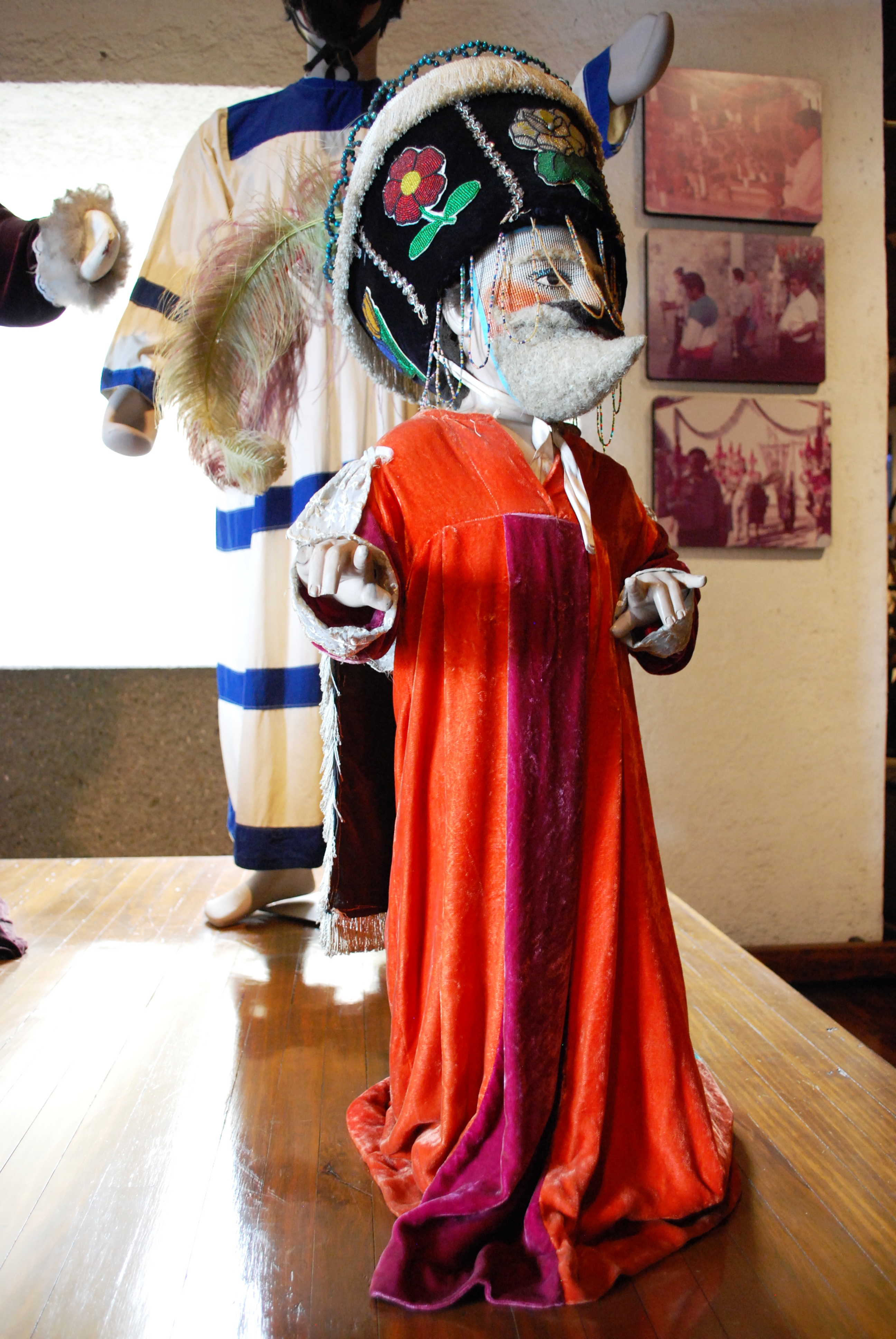
Visage d'un danseur de chinelos à Xochimilco, à Mexico

Le mot «chinelos» est dérivé du mot nahuatl «zineloquie» qui signifie «déguisé». Cette  mascarade s'est développée  pour se moquer des vêtements, portés par les conquistadors qui ont exploré puis conquis le Nouveau Monde du XVe au XVIe siècle pour la couronne d'Espagne, participant directement à la conquête de l'Amérique.  Aussi lors des fêtes précédant le carême les danseurs étaient autorisés à se travestir en se grimant avec des barbes postiches, et en maquillant leur peau avec de la farine blanche; le costume moderne des Chinelos a pris forme vers le milieu du XXe siècle.

## Costume
Le costume moderne des Chinelos se compose de quatre éléments:
- une longue robe fluide et une tunique de forme rectangulaire. L'ensemble, est une copie des vêtements portés par les épouses des colons espagnols du XVIIe siècle, avec l'apparence d'une nuisette ils donnent aux danseurs un air androgyne;
- un grand chapeau au moins orné de deux ou trois grandes plumes, et incrusté de faux bijoux et de grandes plumes imite ceux que les hommes et les femmes portaient;
- un masque qui n'était pas porté uniquement pour ne cacher que l’identité, il était également fait de treillis métallique peint en rose avec de gros sourcils et une longue barbe pointue pour imiter l’abondante pilosité des Européens;
- des gants de coton blanc servant également à imiter ces femmes.

## Chorégraphie

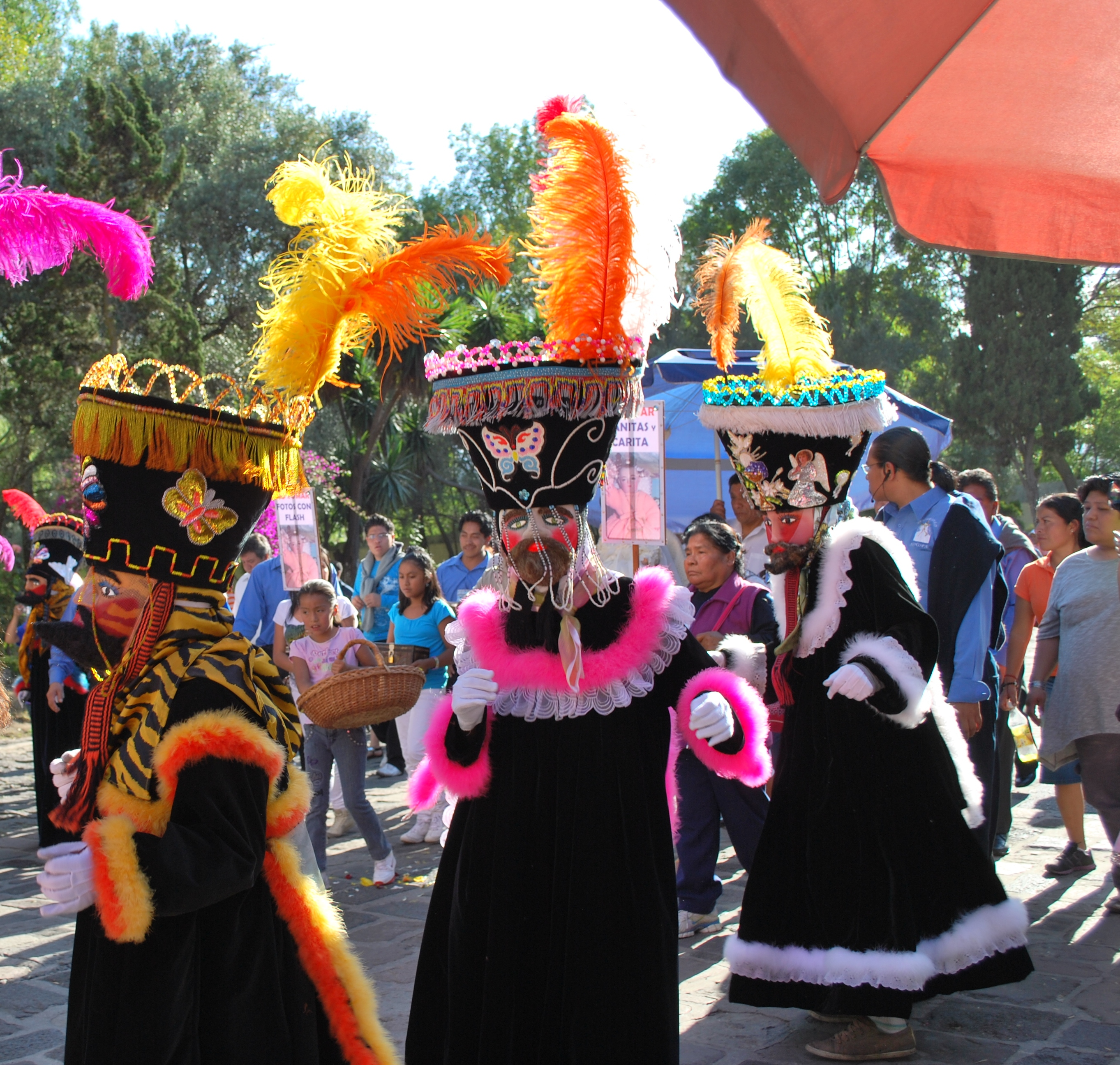
Chinelos en procession avec "Niñopa" l'enfant Jésus de Xochimilco

La danse, littéralement appelée "brincon" ou "saut" est un ensemble d'étapes répétitives. La chorégraphie est simple, les pieds sont écartés et les genoux légèrement pliés, les danseurs font deux pas en avant, puis dodelinent en effectuent un petit saut à droite et un autre à gauche. Au cours de longues prestations  les danseurs se relaient car le groupe danse tant que les musiciens jouent. La plupart des danseurs chinelos sont des jeunes hommes jeunes, en raison du rythme fatigant imposé dans les chorégraphies, mais encore compte tenu du fait que les costumes sont difficiles à porter. Les danseurs sont toujours accompagnés d'une fanfare. La musique est plus traditionnelle au carnaval de Tlayacapan, qui a également donné naissance à la Banda de musique Santa Maria de Tlayacapan, le groupe musical le plus connu de Morelos.

## Carnaval
Le plus souvent, les chinelos dansent lors des manifestations du carnaval qui débutent le dernier week-end de janvier dans des villes différentes et qui varient jusqu'au début du carême, à chaque week-ends. Les danseurs défilent dans les rues, prenant des positions et faisant des sauts, au cours desquels ils invitent les spectateurs à se joindre à eux. Ils sont accompagnés par des groupes de musiciens locaux, jouant de la musique traditionnelle. Cette tradition Chinelo a été copiée et modifiée par de nombreuses autres villes de Morelos, à commencer par Tepoztlán, qui a ses propres couleurs et son propre style de chapeau. Il y a aussi des danseurs Chinelo dans les arrondissements sud de Milpa Alta et Xochimilco dans la ville voisine de Mexico. Cependant, la danse est maintenant un symbole de l'état de Morelos. La fonction de chinelo est du reste spécifique à chaque famille, elle se transmet de père en fils.